# Benedek Dalma
Benedek Dalma (Budapest, 1982. február 21. –) 7-szeres világbajnok és 10-szeres Európa-bajnok magyar kajakozónő. 2012 szeptemberében bejelentette, hogy a jövőben szerb színekben kíván versenyezni.
1992-ben a Központi Sportiskolában Simon Miklós és Géczi Erika csoportjában kezdett el kajakozni, majd amikor Simon Miklós Portugáliába ment edzősködni, Agócs Mihály csoportjában folytatta pályafutását. Ifjúsági versenyzőként már ismét Simon Miklóssal dolgozott együtt, akinek pályafutása legszebb évét köszönhette. Első világbajnoki győzelmét 2003-ban K-2 1000 méteren ünnepelhette, majd 2006-ban egyaránt aranyérmes volt K-1 500 és 1000 méteren az Európa-bajnokságon és a szegedi világbajnokságon is. 2006 őszén csatlakozott Fábiánné Rozsnyói Katalin csoportjához. 2007-ben K-4 1000 méteren 2009-ben, 2010-ben és 2011-ben pedig K-4 500 méteren volt tagja a világbajnoki aranyérmet szerző női négyesnek. Ugyanakkor sem a 2008-as pekingi, sem a 2012-es londoni olimpiára nem sikerült kijutnia. 2012 szeptemberében bejelentette, hogy a továbbiakban szerb színekben szeretne versenyezni, férje Dusan Ruzicic révén meg is kapta az állampolgárságot, így a 2013-ban már Szerbiát képviselte. Ebben az évben egyéniben kétszeres Európa-bajnok lett. 2015-ben az első Európa Játékokon Bakuban aranyérmes lett K-2 500 méteren.2016-ban kijutott a riói olimpiára, ahol a K-1 500 méter fináléjában a hetedik helyet szerezte meg. 2017-ben bejelentette visszavonulását, azóta az Echo Tv-ben dolgozik, mint szerkesztő. 2019-ben adott életet első gyermekének.
Eredményei a világbajnokságokon: 5 arany (K-1 500 m: 2006, K-1 1000 m: 2006, K-2 1000 m: 2003, K-4 1000 m: 2007, K-4 500 m: 2010), 3 ezüst (K-1 1000 m: 2005, K-2 500 m: 2007, K-4 500 m: 2007) és egy bronz (K-4 500 m: 2005).
A 2016-os riói olimpián K1 500 m-en a 7. helyen végzett.

## Díjai, elismerései
- Junior Prima díj (2007)
- A magyar kajaksport örökös bajnoka (2009)